# リッカルド・ブレンゴーラ
リッカルド・ブレンゴーラ（Riccardo Brengola、1917年3月18日 - 2004年5月16日）は、イタリアのヴァイオリニスト。

## 経歴
1917年、ナポリで生まれた。1937年、ウジェーヌ・イザイ・コンクール（ヴァイオリン部門） 第11位。キジアーナ弦楽五重奏団のメンバーとして世界中で演奏活動をした。また、64年間、キジアーナ音楽院の教授を長年務め、同音楽院の名誉教授となった。
2004年、ローマで没した。